# エルンスト・ゲルマー
エルンスト・ゲルマー（ドイツ語: Ernst Germer、1917年12月15日 - 1990年10月13日）は、ドイツの空軍軍人。最終階級は空軍中尉。

## 経歴
1917年12月15日、ドイツ帝国・プロイセン王国ニーンブルクに生まれる。
第二次世界大戦ではドイツ国防軍空軍第1降下猟兵連隊に所属し、降下猟兵として参戦した。その戦功から騎士鉄十字章を受章した。

## 叙勲
- 空軍降下猟兵章
- 鉄十字章
  - 二級鉄十字勲章1939年章
  - 一級鉄十字勲章1939年章 (1940年6月24日)
- 戦傷章
- ドイツ十字章
  - ドイツ十字章金章
- 騎士鉄十字章
  - 騎士鉄十字章 (1944年10月29日)[1]
- ナルヴィク盾章
- クレタ従軍袖章